# Giuseppe Ricciotti
 (Roma, 27 febbraio 1890 – Roma, 22 gennaio 1964) è stato un presbitero, biblista e archeologo italiano, studioso di storia del cristianesimo.

## Biografia
Ricciotti ricevette una medaglia al valore nella prima guerra mondiale. Questa sua drammatica esperienza di cappellano militare maturò in lui una radicale opposizione a ogni tipo di guerra da cui scaturì, come egli stesso racconta nella presentazione, la sua opera più significativa: Vita di Gesù Cristo. Il testo, pubblicato nel 1941, ebbe in seguito numerose altre edizioni da lui stesso curate.
Abate dei Canonici regolari della Congregazione del Santissimo Salvatore lateranense, fu anche docente universitario alle università di Roma, Genova e, per un periodo maggiore, Bari.
Durante il periodo delle rivendicazioni in ambito di modernismo teologico fu fatto oggetto, insieme al suo collega e amico (sacerdote e storico egli stesso) Ernesto Buonaiuti, di un richiamo da parte della Santa Sede da papa Pio X a cui egli, a differenza del Buonaiuti, immediatamente obbedì.
Ricciotti fu anche semitista e fra il 1929 e il 1936 fu uno dei redattori dell'Enciclopedia Italiana.

## Opere di Giuseppe Ricciotti (elenco parziale)
- Dalla Bibbia: antologia letteraria, Bologna, Nicola Zanichelli Editore, 1922.
- Il libro di Geremia, Torino 1923.
- Le Lamentazioni di Geremia, Torino, Marietti, 1924.
- Il libro di Giobbe, Torino 1924.
- Sant'Efrem Siro. Biografia, scritti, teologia, Torino, Marietti, 1925.
- S. Efrem Siro. Inni alla Vergine tradotti dal siriaco, Torino 1925.
- S. Afraate o il sapiente persiano: le più belle pagine tradotte dal siriaco, Milano 1926.
- Il Cantico dei Cantici, versione del testo ebraico con introduzione e commento, Torino, Società Editrice Internazionale, 1928.
- L'Apocalisse di Paolo siriaca, 2 voll., Brescia, Morcelliana, 1932

1. Introduzione, traduzione e commento
2. La cosmologia della Bibbia e la sua trasmissione fino a Dante

- Storia d'Israele, 2 voll., Torino, Società Editrice Internazionale

1. Dalle origini all'esilio, 1932.
2. Dall'esilio al 135 dopo Cristo, 1934.

- Roma cattolica e Oriente cristiano, Firenze, Libreria Editrice Fiorentina, 1935.
- Bibbia e non Bibbia, Brescia, Morcelliana, 1935.
- Il cantiere di Hiram. Materiali per costruzioni spirituali, Torino, Società Editrice Internazionale, 1936.
- Il cattolicesimo, Firenze, La nuova Italia, 1939.
- Il cristianesimo, Firenze, La nuova Italia, 1939.
- Corso di storia religiosa dell'oriente cristiano, lezioni raccolte a cura di A. Soldano, Roma, Edizioni universitarie, 1940.
- Vita di Gesù Cristo, Roma, Rizzoli, 1941.
- La religione di Cristo. Testo di religione per la scuola media, Verona, Arnoldo Mondadori Editore, 1943.
- Questioni giudaiche, Roma, Ave, 1945.
- Paolo apostolo. Biografia con introduzione critica e illustrazioni, Roma, Coletti, 1951.
- Il processo di Cristo. Libretto. Musica di Ennio Porrino, 1951.
- La era dei martiri. Il Cristianesimo da Diocleziano a Costantino, Roma, Coletti, 1953.
- L'imperatore Giuliano l'apostata, Milano, Arnoldo Mondadori Editore, 1956.
- La Bibbia e le scoperte moderne, Firenze, Sansoni, 1957.